# Kediri (Karanglewas)
Kediri is een bestuurslaag in het regentschap Banyumas van de provincie Midden-Java, Indonesië. Kediri telt 3851 inwoners (volkstelling 2010).